# August Friedrich Graun
August Friedrich Graun (ur. między 6 maja 1698 a 5 maja 1699 w Wahrenbrück, zm. 5 maja 1765 w Merseburgu) – niemiecki kompozytor i organista.

## Życiorys
Brat Carla Heinricha i Johanna Gottlieba. Kształcił się w Grimmie. Od 1729 roku mieszkał w Merseburgu, gdzie był organistą i kantorem w szkole katedralnej. Po śmierci Johanna Sebastiana Bacha w 1750 roku bezskutecznie ubiegał się o posadę kantora w kościele św. Tomasza w Lipsku.
Z jego twórczości zachowało się tylko Kyrie i Gloria na 4 głosy i instrumenty.